# Murmansk Airlines
Murmansk Airlines (En ruso: Мурманская Авиациoнная Кoмпaния) fue una aerolínea regional basada en el Aeropuerto Internacional de Murmansk, en Murmansk, Rusia. La aerolínea fue creada para sustituir a la desaparecida 235 División de Aviación Civil de Murmansk, un cuerpo de la Fuerza Aérea Rusa que se encargaba de mantener comunicación aérea regular entre Murmansk y Moscú. La compañía pertenece al grupo de filiales de la compañía minera Norilsk Nickel.

## Historia
La aerolínea se fundó en 1967 como una filial de Aeroflot para servir a la región de Murmansk. Inicialmente la aerolínea utilizaba aviones Tu-134, Tu-154, An-24 y An-26, pero con el tiempo los directivos se dieron cuenta de que eran aviones muy grandes para las rutas cortas que cubrían, además de tener muy poca demanda, generando así perdidas para Aeroflot. En 1991 cayo la URSS, por lo que Aeroflot fue dividida en cientos de pequeñas compañías, que anteriormente eran sus filiales en las distintas regiones de Rusia. Al momento de la separación, la flota de la división de Aeroflot en Murmansk contaba con dos Antonov An-2, tres Antonov An-24 y varios helicópteros de transporte. En el año 1997, la aerolínea retiró del servicio todos sus An-24 debido a que acarreaban muchos costos de mantenimiento, quedando únicamente en servicio los An-2, a los cuales se sumaron dos más, para completar una flota de cuatro aviones.

## Servicios
La aerolínea ofrece servicios de transporte aéreo de pasajeros y carga a nivel regional dentro de Óblast de Murmansk. La aerolínea también es la operadora del Aeropuerto Internacional de Murmansk y se ocupa del mantenimiento de los aviones que llegan y salen de dicho aeropuerto. Este mantenimiento cubre casi toda la gama de aviones rusos: Tu-154, Tu-134, Il-62, Yak-42, entre muchas otras marcas de aviones rusos. 

## Destinos
- Murmansk Hub

- Kaliningrado

- Umba

- Lovozero

- Krasnoyarsk

- Sochi

- Tetrino

- Chapom

- Sosnovka

- Kanevka

- Petrozavodsk

## Flota

### Aviones
- 4 Antonov An-2

### Helicópteros
- 10 Kamov Ka-32

- 7 Mil Mi-2

- 6 Mil Mi-8